# Neonauclea acuminata
Neonauclea acuminata är en måreväxtart som beskrevs av Colin Ernest Ridsdale. Neonauclea acuminata ingår i släktet Neonauclea och familjen måreväxter. Inga underarter finns listade i Catalogue of Life.